# پیل خشک

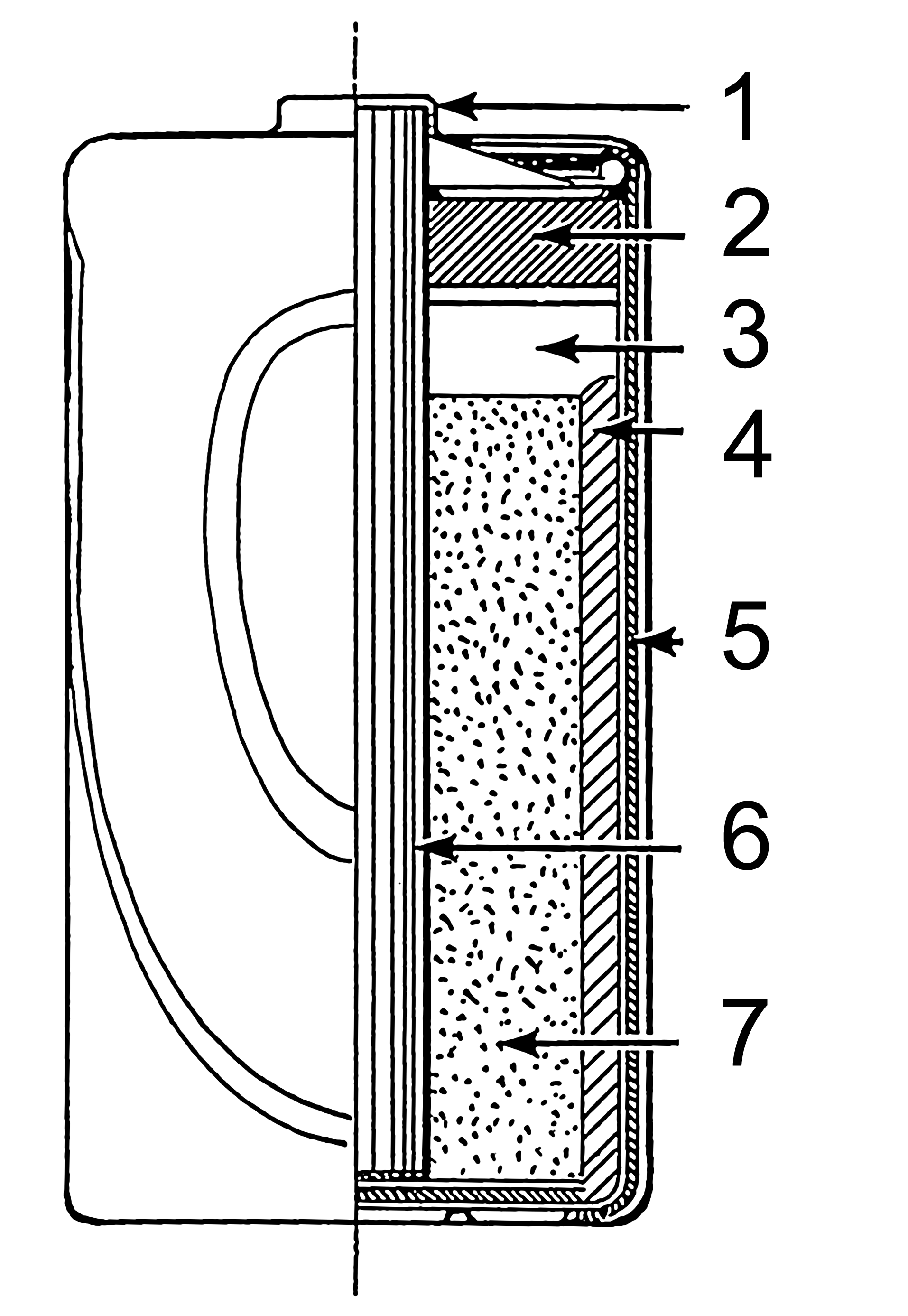
اجزا یک پیل خشک:
۱. در پوش برنجی، ۲. واشر پلاستیکی، ۳. فضای خالی جهت انبساط، ۴. غشا متخلخل، ۵. استوانه از جنس روی، ۶. میله گرافیتی، ۷. مخلوط شیمیایی.

پیل خشک (به انگلیسی: Dry cell) گونه‌ای از پیل‌های الکتروشیمیایی هستند که بر خلاف پیل‌های تر مواد تشکیل دهنده پیل همگی در فاز جامد هستند. باتری‌های لکلانشه، باتری‌های روی-کربن و باتری‌های لیتیم-یون گونه‌هایی از این نوع پیل هستند. این نوع از پیل‌ها به دلیل ایمن تر بودن در مقایسه با پیل‌های تر، عمدتاً در لوازم خانگی و اسباب بازی کاربرد دارند.
الکترولیت:نشادر.الکترودمنفی:روی.الکترودمثبت:پودر زغال